# Hiromi Taniguchi
Hiromi Taniguchi, född 5 april 1960, är en japansk före detta friidrottare (maratonlöpare).
Taniguchi tillhörde vid slutet av 1980-talet och början av 1990-talet de bästa maratonlöparna i världen och vann bland annat Tokyo Maraton två gånger, samt London Marathon 1987.  Han vann även VM-guld i maraton på hemmaplan i Tokyo 1991.

## Personliga rekord
- Maraton - 2:07.40 från 1988